# Древен, Саша
Саша Древен (хорв. Saša Dreven; 27 января 1990, Хорватия) — хорватский футболист, вратарь клуба «Вартекс».

## Карьера
Древен — воспитанник хорватского клуба «Вараждин». К играм основы стал привлекаться в 2009 году, дебютировав в матче с «Славен Белупо», закончившемся нулевой ничьей. В первом же сезоне провел 16 игр, пропустил 23 мяча. В 2012 году «Вараждин» столкнулся с финансовыми трудностями и был переведен в низший дивизион, Саша покинул клуб и присоединился к сингапурскому «Тампинс Роверс». С «Тампинс» он стал чемпионом Сингапура. По окончании сезона 2013 Древену был предоставлен статус свободного агента, и он вернулся на родину, подписав контракт с клубом из Третьей лиги чемпионата Хорватии, «Подравина».
В начале 2014 года Саша подписал контракт на 2,5 года с клубом «Истра 1961».

## Статистика
| Выступление      | Выступление      | Выступление      | Лига | Лига | Кубок страны | Кубок страны | Международные | Международные | Итого | Итого |
| Клуб             | Лига             | Сезон            | Игры | Голы | Игры         | Голы         | Игры          | Голы          | Игры  | Голы  |
| ---------------- | ---------------- | ---------------- | ---- | ---- | ------------ | ------------ | ------------- | ------------- | ----- | ----- |
| Вараждин         | Prva HNL         | 2009/10          | 16   | -23  | 4            | -3           | 0             | 0             | 20    | -26   |
| Вараждин         | Prva HNL         | 2010/11          | 4    | -8   | 2            | -3           | 0             | 0             | 6     | -11   |
| Вараждин         | Prva HNL         | 2011/12          | 9    | -14  | 1            | -1           | 0             | 0             | 10    | -15   |
| Вараждин         | Итого            | Итого            | 29   | -45  | 7            | -7           | 0             | 0             | 36    | -52   |
| Тампинс Роверс   | S-Лига           | 2012             | 24   | -24  | 4            | -6           | 6             | -7            | 34    | -37   |
| Тампинс Роверс   | S-Лига           | 2013             | 13   | -11  | 6            | -6           | 6             | -17           | 25    | -34   |
| Тампинс Роверс   | Итого            | Итого            | 37   | -35  | 10           | -12          | 12            | -24           | 59    | -71   |
| Всего за карьеру | Всего за карьеру | Всего за карьеру | 66   | -80  | 17           | -19          | 12            | -24           | 95    | -123  |

## Достижения
Тампинс Роверс
- Чемпион Сингапура: 2012